# Beleg van Riga (1656)
Het Beleg van Riga vond plaats tussen 21 augustus en 5 oktober 1656 tijdens de Noordse Oorlog (1655-1660). De stad Riga werd belegerd door een Russisch leger onder tsaar Aleksej Michajlovitsj en was het hoofddoel van de Russisch-Zweedse Oorlog (1656-1658).  Deze oorlog was een klein onderdeel van de Noordse Oorlog die merendeels zich in Noord-Europa afspeelde. 

## Verloop
De fortificaties van Riga bestonden uit muren en een greppel met daarbij 5 bastions rond de oude stad. In 1652 waren de Zweden gestart met het neerzetten van een nieuwe muur met 12 bastions rond de buitenwijken, maar rond 1656 was dit werk nog niet af. De Russische verkenners waaronder Vladimir von Wiesen met zijn ruiters en Daniel Kraft met zijn infanterie en ander licht wapentuig arriveerde nabij Riga op 20 augustus en drongen daarbij de Zweden onder graaf Heinrich Matthias von Thurn terug de stad in. Von Thurn werd gedood of gevangengenomen tijdens deze actie. De Zweden evacueerden de buitenwijken en trokken zich terug binnen de oude stad. Een paar dagen later arriveerde de hoofdmacht onder tsaar Aleksej Michajlovitsj per boten en schepen via de Dvina en belegerde de stad Riga vervolgens. Het Russische leger richtte drie kampen in, twee op de oostelijke oever van de Dvina in een buitenwijk van Riga en een kamp onder Ordin-Nasjtsjokin op de westoever van de Dvina tegenover de Kobronschanz (nabij de locatie van de huidige Nationale Bibliotheek). 
Omdat Rusland geen goed georganiseerde zeevloot had om de Zweedse versterkingen van levensmiddelen, goederen en krijgsmannen vanaf de Oostzee te kunnen stoppen, kon Riga stand houden tot in oktober. Toen ook nog hooggeplaatste Russische officieren overliepen naar de tegenstander werd besloten om het beleg voor de stad op te breken en het Russische hoofdleger keerde terug huiswaarts. In de nasleep van de terugtrekking wisten de Zweden een deel van Ingermanland terug te veroveren, alsook het klooster van Petsjory. Er volgde een zware veldslag bij Valga in 1657, waar de Russen onder leiding van Matvej Sjeremetjov wederom de nederlaag moesten bekopen.
De gebeurtenissen van het beleg staan beschreven in een gravure van Adam Perelli die voor het eerst gepubliceerd werd in 1697 door Samuel Puffendorf.